# Ибрагимова, Галина Камиловна
Галина Камиловна Ибрагимова (1928—2016) — советский, татарский врач. Народный врач СССР (1980).

## Биография
Родилась в 1928 году в Мамадыше (Татарская АССР) в интеллигентной семье. Её отец, Камиль Ягфаров был специалистом лесного хозяйства, играл на скрипке. Мать, Зайнап Бургановна, — учитель математики, пела и играла на мандолине. Отец с большим уважением относился к врачам и мечтал, чтобы дочь, старшая из четырёх детей, связала свою жизнь с медициной. Погиб в самом начале войны.
Несмотря на тяжёлое военное время (было одно пальто на двоих с тётей, которая заменила рано умершую маму), в 1944 году поступила в Казанский медицинский институт и в 1949 году успешно закончила учёбу. Была направлена на работу в Черемшанскую районную больницу, где за пять лет работы в сложнейших условиях получила трудовую закалку и профессиональный опыт благодаря наставникам – заведующему райздравотделом Ивану Силантьеву и доктору Амине Кулахметовой. Приходилось заниматься всем – от приёма родов до лечения туберкулёзного менингита. В Черемшане судьба свела её с будущим мужем – молодым фронтовиком, геологоразведчиком Габдулбари Ибрагимовым.
С 1954 года работала врачом-кожвенерологом в Альметьевске. Будучи востребованным, грамотным специалистом, всё время проводила в больнице. Её принципом было: «За больного нужно бороться до конца!». Даже в самых сложных ситуациях не опускала рук, не теряла надежды и старалась сохранить веру в исцеление у своих пациентов. Благодаря этому ей не раз удавалось вытаскивать больных буквально «с того света».
В 1957 году возглавила терапевтическое отделение Альметьевской центральной больницы, которым заведовала около 30 лет. Главный терапевт района, в течение долгих лет руководила интернатурой на базе ЦРБ, передавала свой опыт, знания, наблюдения и этику врачам из всех уголков республики. Уже в пенсионном возрасте продолжала работать врачом-терапевтом, уйдя на заслуженный отдых только в 70 лет.
Умерла 11 марта 2016 года.

## Звания и награды
- Заслуженный врач Татарской АССР (1967)[2]
- Народный врач СССР (1980)
- Орден «Знак Почёта» (1961)
- Орден Трудового Красного Знамени (1976)
- Значок «Отличнику здравоохранения» (1966)